# Terpandre
Terpandre o Terpànder (en llatí Terpander, en grec antic Τέρπανδρος "Térpandros") fou un músic i poeta nascut a Antissa, a l'illa de Lesbos, que va viure a la primera meitat del segle VII aC aproximadament. És considerat el pare de la música de la Grècia clàssica i de la poesia lírica, tot i que la informació que ha arribat fins als nostres dies pel que fa a les seves innovacions en la música és molt incompleta.
Nascut a Antissa, a Lesbos, segons Píndar, Plutarc, Climent d'Alexandria i altres, la ciutat que mostrava la tomba d'Orfeu i on els rossinyols cantaven amb més dolçor que en cap altre lloc, probablement al si d'una família de músics que preservava tradicions que se suposen descendien dels bards de Pièria. Algunes fonts el fan descendent d'Hesíode, segons diu Suides. Va connectar els diferents sistemes musicals de les regions gregues intentant sintetitzar els diferents estils musicals existents.
El seu pare es deia suposadament Derdeneu. Altres tradicions el fan fill de Boe, de Foceu, o d'Homer, segons Suides. Algunes informacions conservades també per Suides el fan nascut a Arne a Beòcia o Cime a Eòlia, que són ciutats que van tenir colònies a Lesbos, i podien considerar Terpandre entre els seus ciutadans. Es creu que a la 26a Olimpíada, és a dir, l'any 676 aC, es van establir els primers concursos musicals a les festes de l'Apol·lo Carneu, les Carnees, a Esparta i Terpandre en va sortir vencedor. La data podria no ser exacta perquè no se sap en quin any es va establir el festival, però en tot cas no gaire allunyada. Ateneu de Nàucratis diu que Terpandre era més antic que Anacreont, i Jeroni d'Estridó el situa en època de Licurg.
Per motius desconeguts, es va traslladar de Lesbos a Esparta, on va introduir el seu nou sistema de música i la primera escola musical (κατάστασις) de Grècia, segons Plutarc. Una de les coses que va fer Terpandre va ser modificar la lira i és molt probable que fos ell junt amb Cepió, qui la va fer passar de quatre a set cordes, iniciant l'escala diatònica. Plutarc diu que va fixar el ritme dels versos d'Homer a les característiques de la lira, i que cantava els versos homèrics en concursos musicals. Va adaptar també antics ritmes tradicionals a la nova escala musical. La seva música es va utilitzar durant molt de temps per acompanyar himnes religiosos a Esparta i a tota Grècia. Només se'n conserven alguns fragments.